# Oedipoda venusta
Oedipoda venusta är en insektsart som beskrevs av Franz Xaver Fieber 1853. Oedipoda venusta ingår i släktet Oedipoda och familjen gräshoppor. Inga underarter finns listade i Catalogue of Life.